# 안젤로 바냐스코
안젤로 바냐스코(이탈리아어: Angelo Bagnasco, 1943년 1월 14일 - )는 이탈리아 가톨릭교회의 추기경이다. 현재 제노바 대교구장과 이탈리아 주교회의 의장을 역임하고 있다. 2007년 추기경에 서임되었다.
전임 이탈리아 주교회의 의장이었던 카밀로 루이니 추기경과 신학적인 노선을 같이하고 있는 바냐스코는 보수적인 관점을 갖고 있다.